# 巴特爾斯維爾
巴特爾斯維爾（英語：Bartlesville）位於美国奧克拉荷馬州華盛頓縣，是該縣的縣治，人口37,290人。巴特爾斯維爾過去是康菲公司前身之一菲利普石油公司的總部。